# Losing You (canção de Wonho)
"Losing You" é uma canção do cantor, compositor, produtor musical, dançarino e modelo sul-coreano Wonho, contido em seu primeiro extended play, Love Synonym (2020). A faixa, escrita por ele junto a Corey Sanders, Jon Maguire, Neil Ormandy e Nick Gale, foi lançada como single promocional do EP em 14 de agosto de 2020. "Losing You" é uma balada R&B e soul minimalista sob notas de piano e cantada inteiramente em inglês. A canção que foi elogiada por sua letra e melodia. Wonho explicou que a faixa é uma mensagem para os seus fãs que continuaram lhe apoiando depois de sua saída do grupo masculino Monsta X em 2019 por falsas acusações que surgiram na internet. O videoclipe dirigido por Choi Young Ji sob a companhia PinkLabel Visual foi lançado com a faixa.

## Antecedentes e lançamento
No dia 10 de agosto de 2020, Wonho anunciou através de sua conta no Twitter que lançaria no dia ,"Losing You" como seu primeiro single promocional de sua carreira solo após deixar o grupo masculino Monsta X. A faixa estaria presente no seu primeiro extended play, Love Synonym, com data de lançamento para 4 de setembro. Em 11 de agosto foi divulgado uma breve amostra do videoclipe da canção. A faixa então foi lançada em 14 de agosto com o videoclipe.

## Composição
"Losing You" foi escrita por Wonho, com Corey Sanders, Jon Maguire, Neil Ormandy e Nick Gale. Wonho também participou do arranjo da faixa. Ela foi produzida durante o período que o cantor estava afastado da mídia depois de ter saído do grupo masculino Monsta X em 2019, por falsos rumores que surgiram na internet. A música foi descrita pela Forbes como “uma balada sob o piano”. Wonho revelou a revista Teen Vogue que a escreveu pensando em seus fãs, que lhe apoiaram em um momento muito difícil de sua carreira, "É uma canção de agradecimento aos meus fãs. Eu os amo muito, eles me dão o poder de continuar e criar música". Apesar de não ser fluente, "Losing You" é cantada inteiramente em inglês, o cantor disse “Eu queria prepará-lo em inglês para que pudesse compartilhar essa mensagem com todos os meus fãs ao redor do mundo".

## Recepção da crítica
Após o lançamento, "Losing You" foi elogiado pelos críticos de músicas, muitos deles sendo direcionados a melodia e sua letra. Tim Chan da Rolling Stone escreveu "é uma sedutora música R&B lenta que certamente irá tocar o coração dos ouvintes com seu refrão crescente e algumas das letras mais pessoais de Wonho escrito até à data". Escrevendo para a Forbes, Tamar Herman disse que "'Losing You' é onde Wonho encontra no R&B uma canção de amor". Taylor Glasby da Teen Vogue elogiou o uso do piano e completa dizendo que é "uma mensagem direta e fervorosa para seus fãs imprensado em um contexto universal". Daniel Head da MTV News descreveu que a faixa representava tudo que o Wonho havia passado nos últimos meses após ser inocentado por rumores falsos que surgiram na internet, "'Losing You' retrata um homem com um renovado senso de força, que lutou contra adversidades aparentemente intermináveis. É uma reflexão sombria, bem como o início de um novo capítulo com possibilidades ilimitadas".

## Videoclipe
Lançado junto a faixa em 14 de agosto de 2020, o videoclipe foi dirigido por Choi Young sob a companhia PinkLabel Visual em meados de julho. O projeto foi filmado quase inteiramente em preto e branco, exceto por algumas cenas com aspecto azul e vermelho. Wonho começa pendurado de cabeça pra baixo sem camisa e logo em seguida cantando em lágrimas para a câmera. Ao decorrer do vídeo vemos inúmeras cenas melancólicas, como o Wonho cercado por pedaços de vidros pendurados, dirigindo um carro sob uma luz neon vermelha e encontrando a si mesmo no caminho, triste debaixo de um chuveiro ligado, com raiva falando ao celular, se apoiando em uma janela com relâmpagos e chuva do lado de fora, um véu branco por cima de seu corpo fazendo alusão a um fantasma e terminando o videoclipe caminhando em direção a inúmeras pequenas luzes se acendendo, lembrando o público de um concerto.
A recepção da crítica ao videoclipe foi positiva, o site Bandwagon disse que o “vídeo melancólico mostra o lado cru e vulnerável do artista solo”, enquanto que a Rolling Stone disse que “o clipe é sombrio e escuro, criando um contraste visual impressionante". O site HelloKPop, especializado em lançamento de K-Pop, descreveu as cenas do videoclipe como “simbólicos a sua jornada por ter passado por humilhação, dor e reclusão e sua emergência em sair disso”, enquanto o The Kraze Magazine disse que “a imagem geral do vídeo fala sobre a atenção de Wonho aos detalhes como artista. É mínimo, mas impactante — uma combinação que poucos artistas foram capazes de dominar".

## Lyric video
Em 18 de agosto, Wonho lançou quatro lyric videos diferentes para a canção com a letra em inglês, coreano, chinês e japonês. Os vídeos são minimalistas, com imagens de diferentes oceanos e pores do sol.

## Créditos
Créditos retirado do Tidal.
- Lee Ho-seok - vocais, composição, letra, arranjo
- Corey Sanders - composição, letra, arranjo
- Jon Maguire - composição, letra, arranjo
- Neil Ormandy - composição, letra, arranjo
- Nick Gale - composição, letra, arranjo

## Histórico de lançamento
| Região | Data                 | Formato                     | Gravadora              |
| ------ | -------------------- | --------------------------- | ---------------------- |
| Mundo  | 14 de agosto de 2020 | Download digital, streaming | Highline Entertainment |